# Strizirep
Strizirep falu Horvátországban Split-Dalmácia megyében. Közigazgatásilag Triljhez tartozik. 

## Fekvése
Splittől légvonalban 34, közúton 48 km-re északkeletre, Sinjtől légvonalban 22, közúton 27 km-re délkeletre, községközpontjától 15 km-re délkeletre a dalmát Zagora területén, a Kamešnica-hegység délnyugati lejtőin fekszik. 

## Története
A Kamešnica környéki falvakat a velencei uralom első éveiben 1691 után telepítették be Hercegovinából érkezett keresztény lakossággal. A rendelkezésre álló gyér adatok alapján első lakói Poljicáról és a Cetina vidékéről érkezett pásztorok voltak, mivel ez a terület főként az állattartásra volt alkalmas. Lakói kezdetben a szomszédos Tijarica 1741-ben alapított plébániájához tartoztak, melynek szolgálatát a sinji ferences kolostor szerzetesei látták el. A velencei uralomnak 1797-ben vége szakadt és osztrák csapatok vonultak be Dalmáciába. 1806-ban az osztrákokat legyőző franciák uralma alá került, de Napóleon lipcsei veresége után 1813-ban újra az osztrákoké lett. Strizirep önálló plébániáját 1825-ben alapították, de 1845-ben újra a tijaricai plébánia alá rendelték és szolgálatát sokáig az ottani plébános látta el. Az anyakönyvi bejegyzésekből kiderül, hogy 1857-ben már a čačvinai plébános vezeti, 1864-ben.pedig Jure Gojsalić már čačvinai és strizirepi plébánosként szerepel. A plébániaház előbb Čačvinán, majd Vrpoljén, később pedig már Strizirepen állt és ez az állapot máig fennmaradt. A településnek 1857-ben 273, 1910-ben 421 lakosa volt. 1918-ban az új szerb-horvát-szlovén állam, majd később Jugoszlávia része lett. A háború után a szocialista Jugoszláviához került. 1991 óta a független Horvátországhoz tartozik. Az 1990-es évek óta lakossága rohamosan csökkent. 2011-ben a településnek 31 lakosa volt.

## Lakosság
| Lakosság változása | Lakosság változása | Lakosság változása | Lakosság változása | Lakosság változása | Lakosság változása | Lakosság változása | Lakosság változása | Lakosság változása | Lakosság változása | Lakosság változása | Lakosság változása | Lakosság változása | Lakosság változása | Lakosság változása | Lakosság változása |
| ------------------ | ------------------ | ------------------ | ------------------ | ------------------ | ------------------ | ------------------ | ------------------ | ------------------ | ------------------ | ------------------ | ------------------ | ------------------ | ------------------ | ------------------ | ------------------ |
| 1857               | 1869               | 1880               | 1890               | 1900               | 1910               | 1921               | 1931               | 1948               | 1953               | 1961               | 1971               | 1981               | 1991               | 2001               | 2011               |
| 273                | 298                | 282                | 328                | 367                | 421                | 433                | 467                | 488                | 492                | 430                | 388                | 386                | 220                | 99                 | 31                 |

## Nevezetességei
- Szent Rókus tiszteletére szentelt római katolikus plébániatemploma Bizzi érsek feljegyzése szerint 1755-ben épült. Az érsek 1752-ben az egyházlátogatáskor írja, hogy a templom oltárkép nélkül, náddal fedve áll, de az új templom építéséhez már összegyűjtötték az anyagot. A templom 1755-re faragott kövekből épült fel és három oltára volt. A hajó 11,70 méter, az apszis 4 méter hosszú, a hajó szélessége 6 méter. A hajó oldalfalain kettő, az apszison egy félköríves ablak található. A főbejárat íves kialakítású, felette hatágú rozetta látható. A homlokzat feletti harangtoronyban három harang van. Amint azt a főbejárat feletti táblán olvasni lehet a templomot 1941-ben javították, majd 1979-ben teljesen felújították. Ekkor épült a kórus és az új tetőzet. A régi oltárt az apszis hátsó falához helyezték át és Nikola Samardžija Szent Rókus szobrát helyezték rá, az oltár elé pedig új, szembemiséző oltárt építettek. A két fából faragott mellékoltárt, mely helyi mesterek munkája volt eltávolították a templomból. A templom értékei között kell említeni két ezüst kelyhet a 18. és a 19. századból. Ugyanebből az időből származik a körmeneti kereszt a négy evangélista (az egyik alak hiányzik) és a Szűzanya alakjával, mely hazai mester munkája. A kereszt szárainak végei liliom formában végződnek, mely a felső szárról szintén hiányzik.
- A plébániaház a 19. században épült. A II. világháború után ebben működött az iskola, de végül a gyerekek elfogytak belőle. Az épületet 1979-ben felújították, ezzel állapotának további romlását megakadályozták.